# 观音阁街道 (本溪县)
观音阁街道，是中华人民共和国辽宁省本溪市本溪满族自治县下辖的一个乡镇级行政单位。

## 行政区划
观音阁街道下辖以下地区：
小市社区、棉织社区、站前社区、西山社区、中心社区、文化社区、向阳社区、煤炭岗社区、温泉社区、水库社区、新村社区、小市村、观音阁村、张家堡村和小市工业园区社区。